# Miodrag Jokić
Miodrag Jokić (* 25. Februar 1935 in Valjevo; † 22. Oktober 2022) war ein serbischer ranghoher Angehöriger der Marine der Jugoslawischen Volksarmee. Während des Kroatienkrieges war er an der Schlacht um Dubrovnik beteiligt, in deren Verlauf es unter seinem Kommando am 6. Dezember 1991 zu einem schwerwiegenden Beschuss der historischen Altstadt von Dubrovnik kam. Für die daraus resultierende Tötung von zwei Menschen und die Zerstörung beziehungsweise Beschädigung bedeutender Kulturgüter wurde er im Jahr 2001 vor dem Internationalen Strafgerichtshof für das ehemalige Jugoslawien angeklagt und drei Jahre später zu einer Haftstrafe von sieben Jahren verurteilt, die er bis September 2008 in Dänemark verbüßte. Er zählt unter den mehr als 60 Personen, die vom Gerichtshof verurteilt  wurden, zu den rund 20 Angeklagten, die sich schuldig bekannt haben.

## Historischer und juristischer Hintergrund
Miodrag Jokić, der im Alter von 19 Jahren in die Jugoslawische Volksarmee eingetreten war, wurde 1991 zum Vizeadmiral befördert und zum Kommandeur des neunten Marinesektors der Armee ernannt. In dieser Funktion war er während des Kroatienkriegs an der Schlacht um Dubrovnik beteiligt. Unter seinem Kommando kam es am 6. Dezember 1991 zum Beschuss der historischen und als Weltkulturerbe anerkannten Altstadt von Dubrovnik mit rund 1000 Geschossen, in dessen Folge zwei Menschen starben und drei Menschen Verletzungen erlitten. Darüber hinaus wurden sechs kulturell, wissenschaftlich oder gesellschaftlich bedeutsame Gebäude vollständig zerstört sowie rund 68 Prozent des gesamten altstädtischen Gebäudebestandes beschädigt.
Am 27. Februar 2001 wurde gegen ihn Anklage in Abwesenheit vor dem Internationalen Strafgerichtshof für das ehemalige Jugoslawien erhoben. Die Anklage umfasste zunächst Verletzungen der Gesetze und Gebräuche des Krieges entsprechend Artikel 3 des Statuts des Gerichtshofes sowie schwerwiegende Verstöße gegen die Genfer Konventionen von 1949 entsprechend Artikel 2. Nach der Veröffentlichung der Anklage am 2. Oktober 2001 stellte sich Miodrag Jokić am 12. November des gleichen Jahres als einer der ersten Angeklagten freiwillig dem Gericht und bekannte sich zwei Tage später bei einer ersten Anhörung nicht schuldig. Er war zu diesem Zeitpunkt der höchstrangige Angehörige der Jugoslawischen Volksarmee, der sich freiwillig dem Gericht stellte.
Im weiteren Verlauf des Verfahrens wurde der auf Artikel 3 basierende Anklagepunkt überarbeitet und der zweite Punkt im Gegenzug entfernt, da er nach Ansicht der Anklagevertretung in wesentlichen Teilen eine unnötige Wiederholung des ersten darstellte. In der Folge wurden Miodrag Jokić, sowohl unter persönlicher strafrechtlicher Verantwortbarkeit als auch unter seiner Verantwortung als Vorgesetzter, unter anderem Mord, grausame Behandlung, Angriffe auf Zivilpersonen, Zerstörungen ohne militärische Notwendigkeit, unrechtmäßige Angriffe auf zivile Objekte sowie Zerstörung oder Beschädigung von Einrichtungen mit religiöser, karitativer, künstlerischer und wissenschaftlicher Bedeutung vorgeworfen.
Am 27. August 2003 legte er ein vollumfängliches Schuldeingeständnis ab, in dessen Folge die Anklagevertretung eine Freiheitsstrafe von zehn Jahren Dauer empfahl. Das Gericht befand in seinem darauf folgenden Urteil, dass er zwar über eine aus seinem Admiralsrang resultierende umfangreiche Befehls- und Kommandogewalt verfügt habe. Gleichwohl beruhte seine Verantwortung für die ihm vorgeworfenen Straftaten nach Ansicht des Gerichts größtenteils nicht auf eigener Beteiligung oder auf direkter Anordnung von Handlungen, sondern vielmehr auf Unterlassen von notwendigen Befehlen zu deren Verhinderung.
Die Tatsache, dass er sich freiwillig dem Gericht gestellt hatte, sowie sein Schuldbekenntnis und seine aktive Kooperation mit der Anklagevertretung trugen dazu bei, die Ereignisse um den Angriff auf Dubrovnik aufzuklären, und wurden dementsprechend vom Gericht als strafmildernd gewertet. Am 18. März 2004 wurde er zu einer Gefängnisstrafe von sieben Jahren verurteilt. Nach der Bestätigung des Strafmaßes durch die Berufungskammer des Gerichts wurde Miodrag Jokić im Oktober 2006 zur Verbüßung seiner Strafe nach Dänemark gebracht, die seit seiner Überstellung nach Den Haag in Untersuchungshaft verbrachte Zeit wurde ihm angerechnet. Am 1. September 2008 wurde er vorzeitig aus der Haft entlassen.